# Spalt

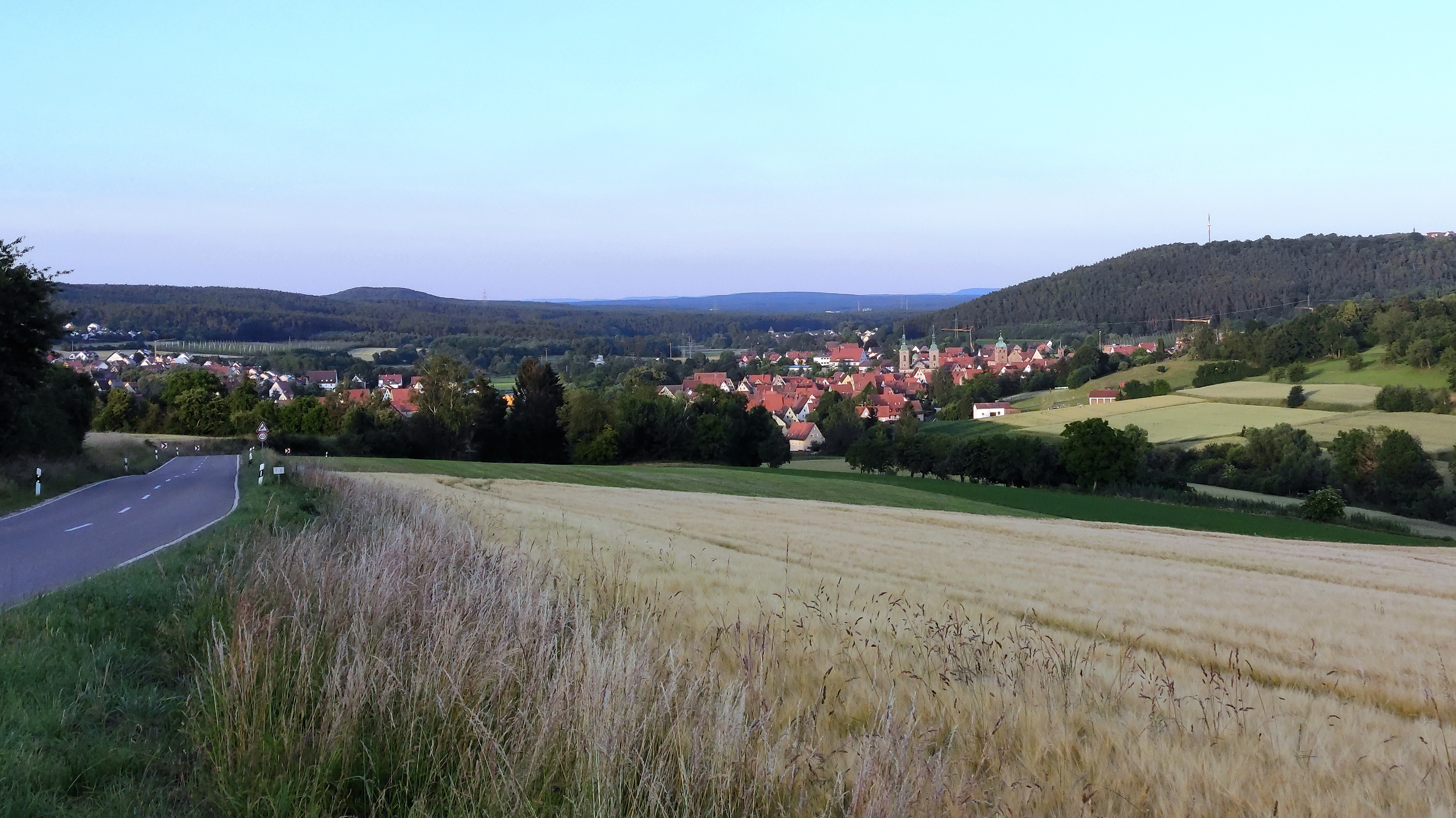
Stadtansicht von Süden

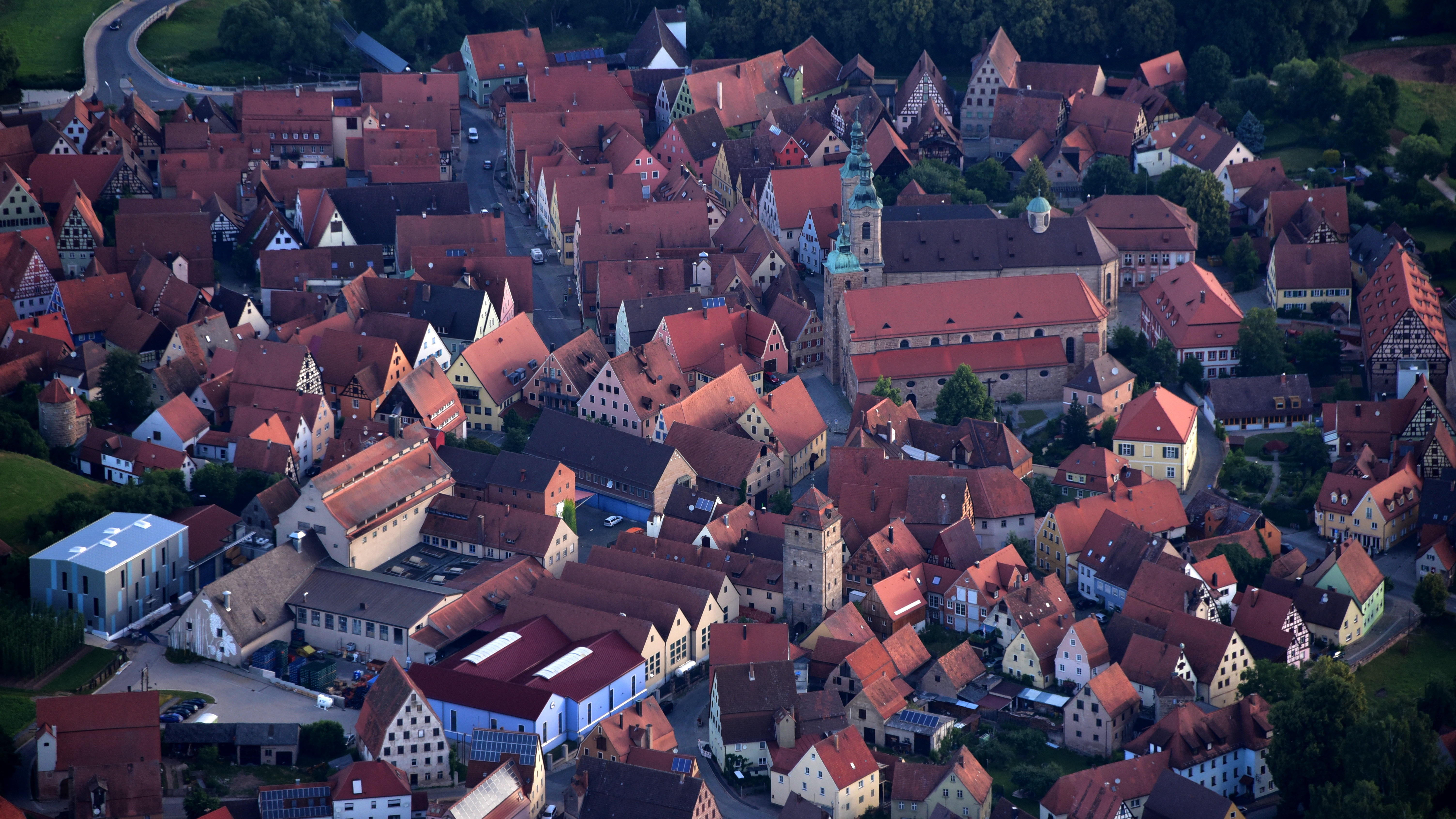
Spalt, Luftaufnahme (2016)

Spalt ([ʃpalt] , fränkisch: Schbald) ist eine Stadt im Landkreis Roth (Mittelfranken, Bayern).

## Geografie

### Lage
Spalt befindet sich inmitten des Spalter Hügellandes zwischen Nürnberg, Ansbach und Treuchtlingen im Norden des Fränkischen Seenlands. Im Südwesten der Stadt liegen der Große Brombachsee und dessen Vorsperre Igelsbachsee. Durch den Ort fließt die Fränkische Rezat, die sich bei Georgensgmünd mit der Schwäbischen Rezat zur Rednitz vereinigt.

### Nachbargemeinden
(von Norden im Uhrzeigersinn)
| - Abenberg - Georgensgmünd - Röttenbach - Pleinfeld | - Absberg - Haundorf - Mitteleschenbach - Windsbach |

### Gemeindegliederung
Die Gemeinde hat 28 Gemeindeteile (in Klammern ist der Siedlungstyp angegeben):
- Egelmühle (Einöde)
- Enderndorf am See (Dorf)
- Engelhof (Einöde)
- Fünfbronn (Pfarrdorf)
- Großweingarten (Pfarrdorf)
- Güsseldorf (Dorf)
- Hagsbronn (Kirchdorf)
- Heiligenblut (Einöde)
- Höfstetten (Weiler)
- Hohenrad (Weiler)
- Hügelmühle (Weiler)
- Kaltenbrunn (Einöde)
- Keilberg (Dorf)
- Massendorf (Dorf)
- Mosbach (Dorf)
- Nagelhof (Einöde)
- Ottmannsberg (Dorf)
- Schnittling (Dorf)
- Spalt (Hauptort)
- Steinfurt (Einöde)
- Stiegelmühle (Weiler)
- Stockheim (Dorf)
- Straßenhaus (Weiler)
- Theilenberg (Pfarrdorf)
- Trautenfurt (Einöde)
- Untererlbach (Dorf)
- Wasserzell (Kirchdorf)
- Wernfels (Dorf)

Die Einöden Griesmühle und Sägmühle sind mit der Anlage des Großen Brombachsees abgegangen.
Es gibt auf dem Gemeindegebiet die Gemarkungen Enderndorf am See, Fünfbronn, Großweingarten, Mosbach, Spalt und Wernfels. Die Gemarkung Spalt hat eine Fläche von 8,358 km². Sie ist in 2703 Flurstücke aufgeteilt, die eine durchschnittliche Fläche von 3092,10 m² haben. In ihr liegt neben dem namensgebenden Ort der Gemeindeteil Kaltenbrunn.

## Geschichte

### Frühe Geschichte
Die Geschichte der Stadt Spalt geht auf das Kloster St. Salvator zurück, das 810 zum ersten Mal urkundlich erwähnt wurde. 2010 wurde das Stadtjubiläum „1200 Jahre Spalt“ gefeiert. Über das Jahr verteilt fanden zahlreiche Veranstaltungen in den Kategorien LebensLust (regionale Bräuche und Traditionen), LebensWege (Spalter Geschichte) und LebensArt (Kunst und Kultur) statt. 1031 wurden in einer Güterbeschreibung des Klosters erstmals auch Spalt und der Spalter Wein erwähnt. Der Ort selbst wurde ca. 1135 als „Spalte“ erstmals urkundlich bezeugt. Der Ortsname leitet sich vom gleichlautenden Flurnamen ab. Mit Spalt wurde der schroffe Taleinschnitt der Fränkischen Rezat bezeichnet.
In den Jahren 1294 und 1295 erlangte der Eichstätter Bischof Reinboto vom Regensburger Bischof und dem Nürnberger Burggrafen Konrad die Vogteirechte über Spalt und die umliegenden Dörfer.
Der Hopfenanbau in Spalt ist seit 1341 urkundlich belegt. Etwa zur gleichen Zeit wurde Spalt erstmals als Stadt erwähnt. Eine erste Stadtmauer mit Laufgräben wurde 1366 errichtet, bis 1422 folgten das Untere Tor (Nürnberger Tor) und das noch erhaltene Obere Tor.
1450 wurde Spalt im Zuge des Ersten Markgrafenkriegs von Nürnberger Truppen belagert, da das Bistum Eichstätt auf der Seite des Ansbacher Markgrafen Albrecht Achilles stand. Dem Ersten Bürgermeister Hans Gruber gelang es, sich aus der Stadt zu schleichen und den Markgrafen zu Hilfe zu holen. Dieser ritt noch am selben Tag mit 400 Reitern in die Stadt ein, worauf die überraschten Nürnberger die Flucht ergriffen. Seit 1950 wird zur Feier der Befreiung alle fünf Jahre ein Heimatfestspiel mit einem mittelalterlichen Landsknechtlager veranstaltet.
1545 und 1632 wurden Spalt und die Umgebung von der Pest heimgesucht. 1545 starben 450, 1632 211 Menschen. Während der Hexenverfolgung im Hochstift Eichstätt wurden vier Frauen aus Spalt als vermeintliche Hexen hingerichtet. Dies waren Bärbel Kop aus Wernfels, † 25. Juni 1535, Margaretha Hagerin aus Spalt, † 27. Juni 1562, Margaretha Finckhin und Anna Maulin aus Güsseldorf, beide † 23. Juli 1575.
Im Dreißigjährigen Krieg wurde Spalt 1632 von schwedischen Dragonern besetzt. Einen Angriff des bayerischen Reitergenerals Johann von Werth im darauffolgenden Jahr sollen nur 13 von 400 Schweden überlebt haben. Zum Ende des Krieges waren 48 von den 156 Bürgerhäusern der Stadt verlassen. 1647 stürzten Chorkuppel und Hauptmauer der Emmeramskirche ein.
Gegen Ende des 18. Jahrhunderts gab es in Spalt 232 Anwesen. Das Hochgericht übte das eichstättische Pflegamt Wernfels-Spalt aus. Grundherren waren das Kastenamt Spalt (229 Anwesen: 8 Gastwirtschaften, 214 Häuser, 1 Apotheke, 3 Schmieden, 2 Mahlmühlen, 1 Ziegelei) und die Kollegiatstifte St. Emmeram und St. Nikolaus (1 Haus, 1 Badhaus, 1 Schmiede). Neben den Anwesen gab es herrschaftliche (Rentamtsgebäude), kommunale (2 Schulhäuser, Hirtenhaus, Schäferhaus, Flureswohnung, Armenhaus, Wachthaus, Schießhaus, Türmerswohnung, 2 Torhäuser, 3 Türme) und kirchliche Gebäude (Pfarrhaus, Kaplaneihaus, Pfarrmesnerhaus, Schulhaus, Gottesackerkirche, Stiftskirche St. Nikolaus, Pfarrkirche St. Emmeram).
1802 kamen das Pflegamt Wernfels-Spalt und damit auch Spalt an das Kurfürstentum Bayern, 1803 durch den Hauptlandesvergleich kurzzeitig zum Königreich Preußen und 1806 zum Königreich Bayern. Im Rahmen des Gemeindeedikts wurde 1808 der Steuerdistrikt Spalt gebildet. 1811 entstand die Munizipalgemeinde Spalt. Mit dem Zweiten Gemeindeedikt (1818) wurde Spalt zur Stadt II. Klasse erhoben. Sie war in Verwaltung und Gerichtsbarkeit dem Landgericht Pleinfeld (1858 in Landgericht Roth umbenannt) zugeordnet und in der Finanzverwaltung dem Rentamt Spalt (1919 in Finanzamt Spalt umbenannt). Ab 1862 gehörte Spalt zum Bezirksamt Schwabach (1939 in Landkreis Schwabach umbenannt). Die Gerichtsbarkeit blieb beim Landgericht Roth (1879 in Amtsgericht Roth umbenannt), seit 1970 ist das Amtsgericht Schwabach zuständig. 1932 wurde das Finanzamt Spalt aufgelöst. Seitdem gehört Spalt zum Sprengel des Finanzamtes Schwabach. Die Gemeinde hatte 1964 eine Gebietsfläche von 8,313 km².

### Eingemeindungen
Am 1. Januar 1972 wurde im Zuge der Gebietsreform in Bayern die Gemeinde Großweingarten eingegliedert. Am 1. Juli 1972 kamen Enderndorf (zum Teil) und Fünfbronn hinzu, die beide vorher zum Landkreis Gunzenhausen gehört hatten. Mosbach und Wernfels folgten am 1. Mai 1978.

### Einwohnerentwicklung
Gemeinde Spalt
| Jahr      | 1987   | 2007   | 2008   | 2009   | 2010   | 2011   | 2012   | 2013   | 2014   | 2015   | 2016   |
| Einwohner | 4830   | 5069   | 5041   | 5042   | 5002   | 4993   | 4929   | 4918   | 4937   | 4988   | 4947   |
| Häuser    | 1271   |        |        |        |        |        |        | 1555   | 1565   | 1570   | 1577   |
| Quelle    | [ 18 ] | [ 19 ] | [ 19 ] | [ 19 ] | [ 19 ] | [ 19 ] | [ 19 ] | [ 19 ] | [ 19 ] | [ 19 ] | [ 19 ] |

Ort Spalt (= Gemeinde Spalt bis zur Gebietsreform)
| Jahr      | 1818   | 1840   | 1852   | 1855   | 1861   | 1867   | 1871   | 1875   | 1880   | 1885   | 1890   | 1895   | 1900   | 1905   | 1910   | 1919   | 1925   | 1933   | 1939   | 1946   | 1950   | 1952   | 1961   | 1970   | 1987   | 2015   |
| Einwohner | 1474   | 1785   | 1745   | 1778   | 1800   | 1837   | 1805   | 1813   | 1944   | 2060   | 1971   | 1916   | 1858   | 1829   | 1805   | 1782   | 1899   | 1904   | 1955   | 3006   | 2944   | 2916   | 2722   | 2734   | 2531   | 2582   |
| Häuser    | 321    | 307    |        |        |        |        | 360    |        |        | 356    | 356    |        | 374    |        |        |        | 354    |        |        |        | 406    |        | 506    |        | 677    |        |
| Quelle    | [ 20 ] | [ 21 ] | [ 22 ] | [ 22 ] | [ 23 ] | [ 24 ] | [ 25 ] | [ 26 ] | [ 27 ] | [ 28 ] | [ 29 ] | [ 22 ] | [ 30 ] | [ 22 ] | [ 31 ] | [ 22 ] | [ 32 ] | [ 22 ] | [ 22 ] | [ 22 ] | [ 33 ] | [ 22 ] | [ 14 ] | [ 34 ] | [ 18 ] | [ 35 ] |

## Politik

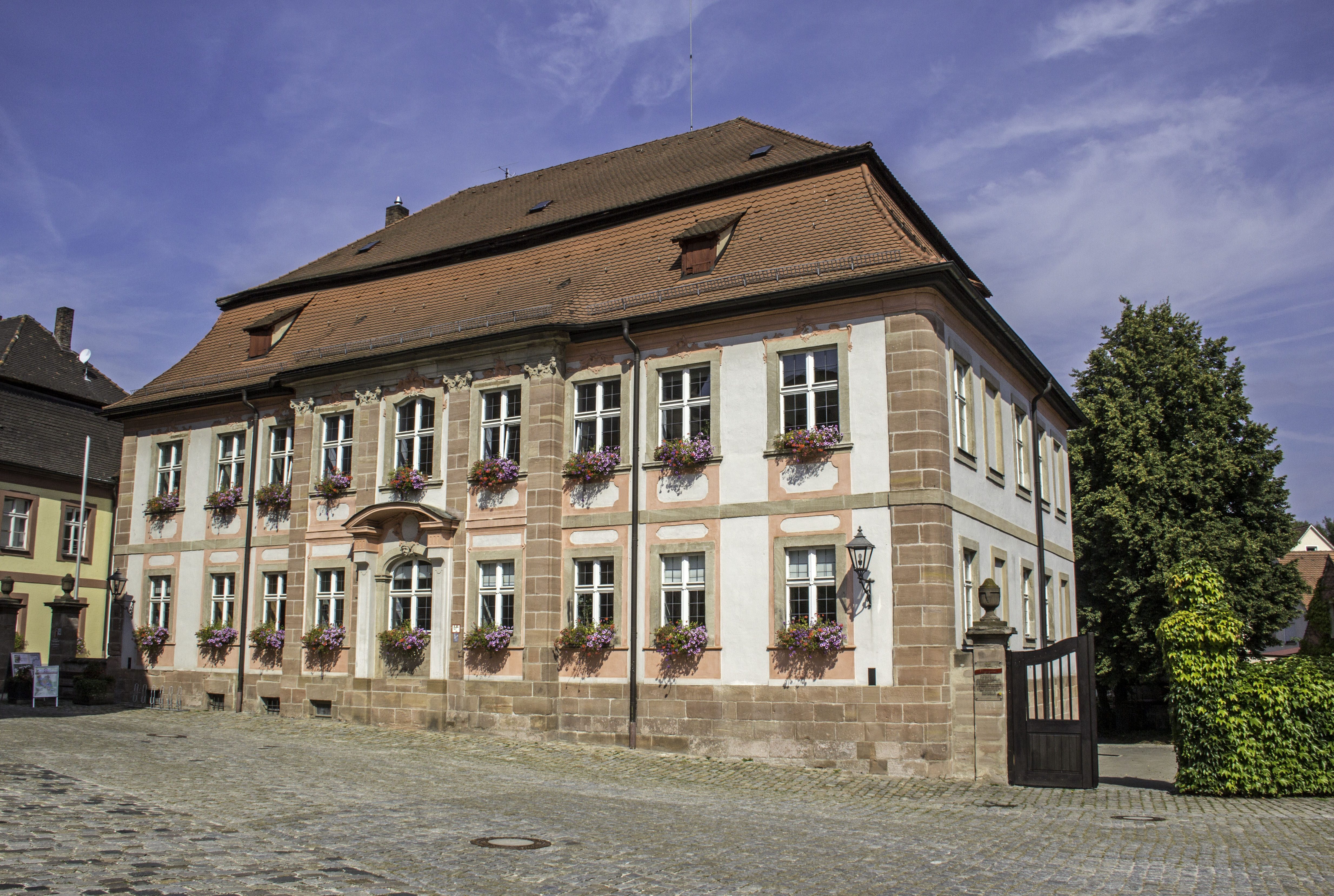
Rathaus

### Gemeinderat
Die Gemeinderatswahlen seit 2014 ergaben folgende Stimmenanteile und Sitzverteilungen:
| Partei/Liste                                | 2020   | 2020   | 2014   | 2014   |
| Partei/Liste                                | %      | Sitze  | %      | Sitze  |
| CSU                                         | 33,1   | 7      | 32,8   | 6      |
| SPD                                         | 6,0    | 1      | 10,7   | 2      |
| Unabhängige Wählergemeinschaft/Freie Wähler | 16,8   | 3      | 15,0   | 3      |
| Grüne                                       | 6,3    | 1      | –      | –      |
| Frauen auch ins Rathaus (Fair)              | 12,4   | 3      | 14,6   | 3      |
| Freie Wählerschaft Großweingarten           | 11,2   | 2      | 13,5   | 3      |
| Landliste                                   | 14,1   | 3      | 13,3   | 3      |
| Wahlbeteiligung                             | 63,9 % | 63,9 % | 62,6 % | 62,6 % |

### Bürgermeister
Erster Bürgermeister ist seit Februar 1995 Udo Weingart (CSU). Er wurde am 18. November 2012 mit 79,7 % und 2020 mit 84,5 % der Stimmen wiedergewählt.

### Wappen und Flagge
Wappen
| Wappen von Spalt | Blasonierung: „In Rot auf grünem Boden eine zweitürmige silberne Kirche mit blauen Dächern, darauf goldene Kreuze, im Langhaus ein offenes Tor; links begleitet von einer grünen Eiche.“                                                               |
| Wappen von Spalt | Wappenbegründung: Die Kirche soll die Pfarr- und Stiftskirche St. Emmeram mit der danebenstehenden Eiche darstellen. Die Gemeinde Spalt führt seit 1965 das Wappen in heutiger Form, das auf einem Siegel beruht, das 1337 erstmals überliefert wurde. |

Flagge
Die Gemeindeflagge ist grün-weiß(-grün).

### Städtepartnerschaften
Seit 1984 besteht eine Städtepartnerschaft mit Bad Sauerbrunn im österreichischen Bundesland Burgenland und seit 2006 mit St. Cloud im US-amerikanischen Bundesstaat Minnesota.

### Raumordnung
Seit 2007 ist Spalt Teil der Kommunalen Allianz KABS, zu der auch die politischen Gemeinden Kammerstein, Abenberg, Büchenbach und Rohr gehören.

## Kultur und Sehenswürdigkeiten

### Bauwerke (einschließlich Museen)

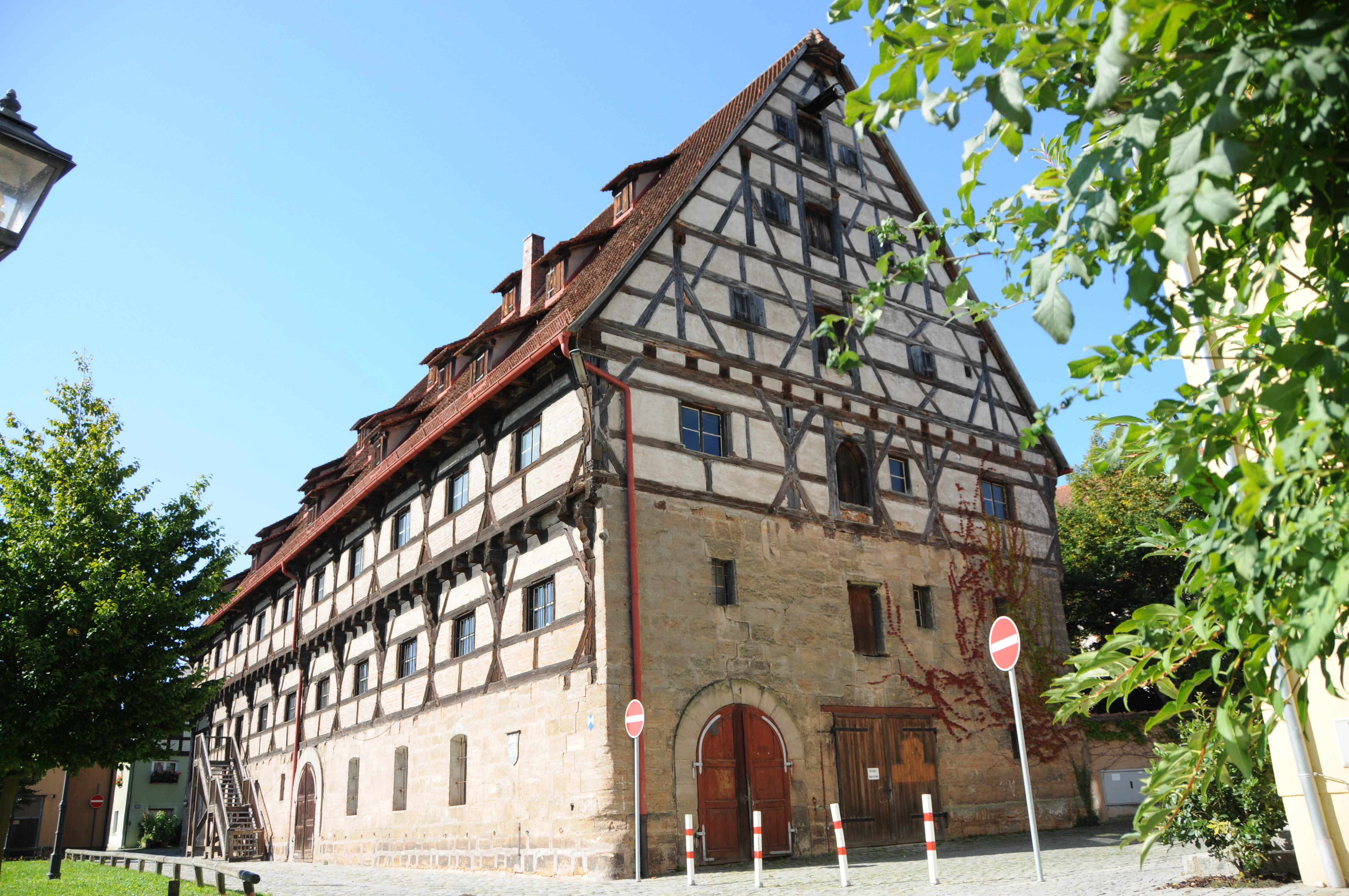
Kornhaus

- Das Kornhaus ist eine ehemalige Zehntscheuer der Fürstbischöfe von Eichstätt. Der Fachwerkbau stammt aus der ersten Hälfte des 15. Jahrhunderts, ging 1862 in den Besitz der Stadt über und diente von 1897 bis 1984 als Hopfenlager und -signierhalle. Das Bauwerk ist 36 Meter lang, 13 Meter breit und 20 Meter hoch. Das Gebäude wurde saniert und umgestaltet und jetzt ist dort das Hopfen- und Biermuseum „HopfenBierGut“ und die Tourist-Information untergebracht. Das Museum „HopfenBierGut“ wurde 2015 mit der „Goldenen Bieridee“ ausgezeichnet.[42]

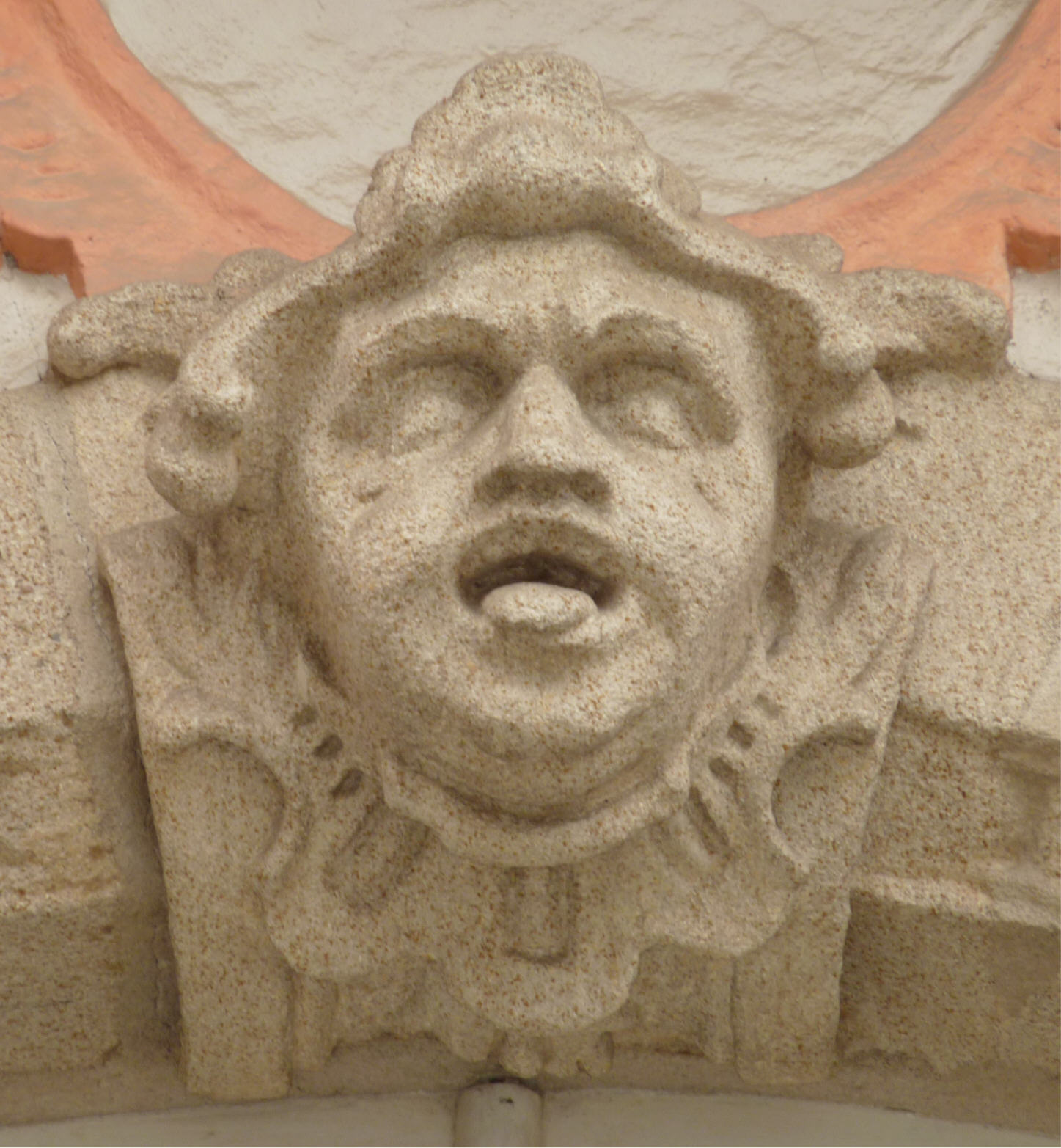
Rathaus, Detail

- Das barocke Rathaus wurde nach Plänen von Gabriel de Gabrieli, dem Hofbaumeister in Eichstätt, in den Jahren 1751 bis 1756 errichtet. Es diente zunächst als Dekanatshof. Von 1818 bis 1932 war in dem Gebäude das Rent- und Finanzamt Spalt untergebracht. Seit 1933 dient es seinem heutigen Zweck. Im Rathaus befand sich bis zum Abschluss der Umbaumaßnahmen am Kornhaus auch die Touristik-Information.
- Das einstige Doppelkanonikatshaus diente ursprünglich als Refektorium der Chorherrenstifte St. Nikolaus und St. Emmeram. Zu diesem Zweck wurde es in den Jahren 1753 bis 1756 errichtet. Nach der Säkularisation wurde das Gebäude als Schule genutzt. Bis 1981 diente es noch als Kloster der Armen Schulschwestern. Inzwischen ist dort der städtische Kindergarten untergebracht.

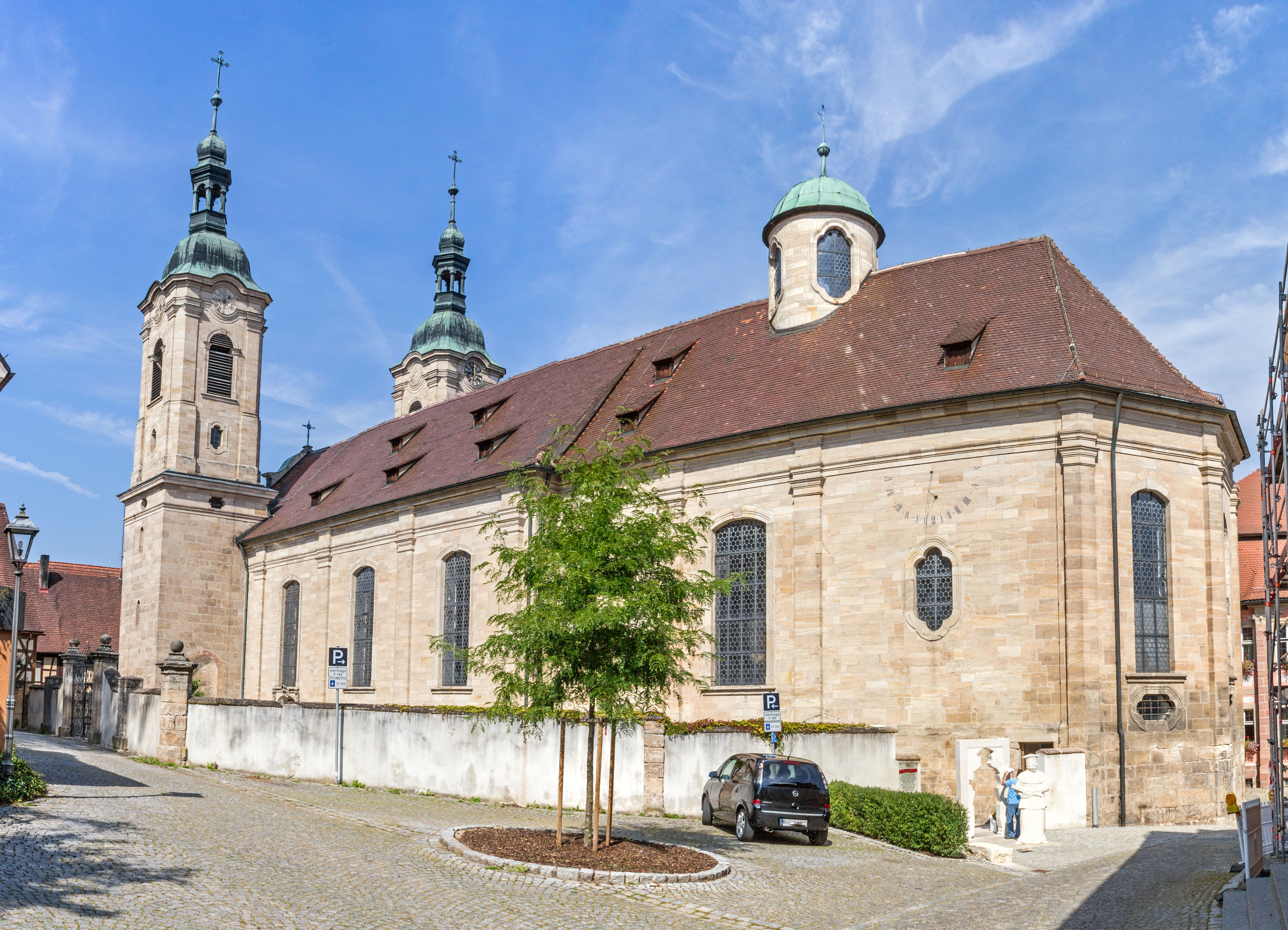
Kirche Sankt Nikolaus

- Die ehemalige Stiftskirche St. Nikolaus wurde in den Jahren 1767 bis 1771 unter dem Deutschordensbaumeister Matthias Binder aus Ellingen errichtet. Dieses noch erhaltene barocke Bauwerk war der Nachfolger einer ersten Kirche für das 1294 gegründete Chorherrenstift St. Nikolaus, die von 1302 bis 1313 an gleicher Stelle gebaut worden war. Stifter waren der Nürnberger Burggraf Konrad II. der Fromme und dessen Gattin Agnes von Hohenlohe. Die Kirche ging aus dem Besitz des Königreichs Bayern in den der Stadt Spalt über. Im Inneren sind Fresken von Franz Kürzinger sowie Stuckarbeiten der Wessobrunner Schule zu sehen. An der einstigen Friedhofsmauer sind 24 alte Grabdenkmäler zu sehen, von denen eines, das die Nr. 14 trägt, das Epitaph des Stiftsdekans Wolfgang Agricola ist. In den 1960er Jahren wurde die Kirche renoviert.

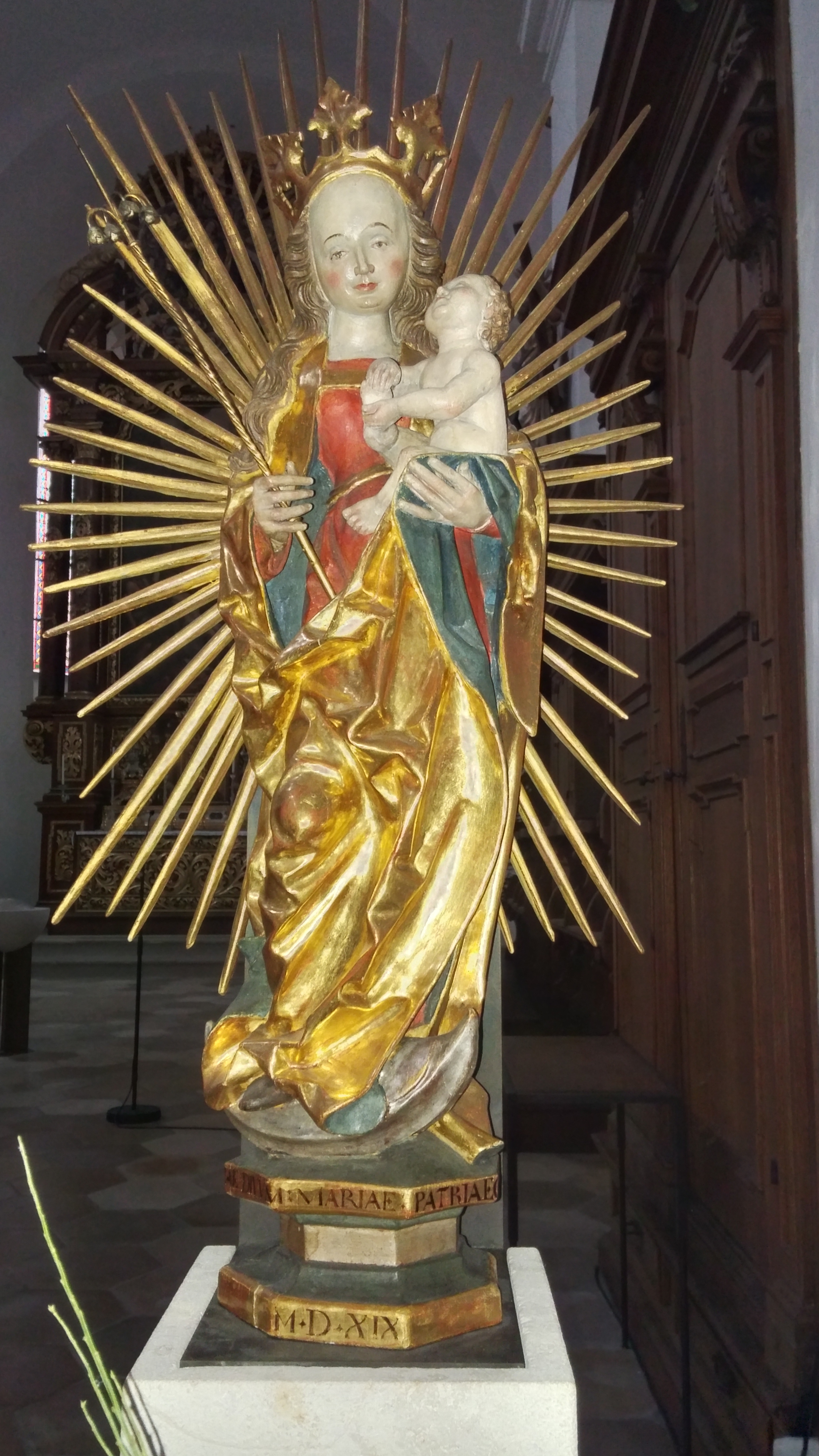
Spalter Madonna in der Pfarrkirche St. Emmeram

- Die Pfarrkirche St. Emmeram geht auf das karolingische Kloster St. Salvator zurück, eine Regensburger Gründung. Aus diesem Kloster ging im 12. Jahrhundert in Spalt das Chorherrenstift St. Emmeram hervor, dessen Kirche zunächst als romanische Basilika gestaltet war, aber im 16. und 17. Jahrhundert mehrere Umbauten erfuhr, so dass sie heute, abgesehen von der Krypta und der Apsis, das Bild einer barocken Kirche bietet. Bis 1880 besaß die Kirche noch einen Lettner. In der Kirche befindet sich die Spalatin-Madonna, die Georg Spalatin 1519 der Kirche schenkte. Eine Sanierung erfolgte in den 1970er und 1980er Jahren.
- Die evangelische Christophorus-Kirche ist ein neogotisches Sandsteinbauwerk. Sie sollte eigentlich nur als Kapelle mit Dachreiter errichtet werden, erhielt aber 1895 dann doch einen Turm, der südlich vor das Kirchenschiff gesetzt wurde.
- Die Friedhofskirche ist den Heiligen Johannes Baptist, Stephan und Sebastian geweiht. Sie wurde in den Jahren 1715 bis 1717 in barockem Stil umgestaltet. Von der Außenkanzel wird jeweils am Johannistag bei einer Votivprozession gepredigt. Dieser Brauch geht auf die Belagerung Spalts 1450 zurück. Der Ansbacher Markgraf Albrecht Achilles beendete die Belagerung an der Stelle, an der 1556 der neue Friedhof angelegt wurde. Alle fünf Jahre findet außer Prozession und Predigt auch das Festspiel Die Nürnberger Reis statt.
- Das katholische Pfarrhaus wurde 1738 von Moritz Pedetti erbaut. Das barocke Gebäude besitzt im ersten Stock schöne Stuckdecken. Es diente seit 1812 als Pfarrhof.

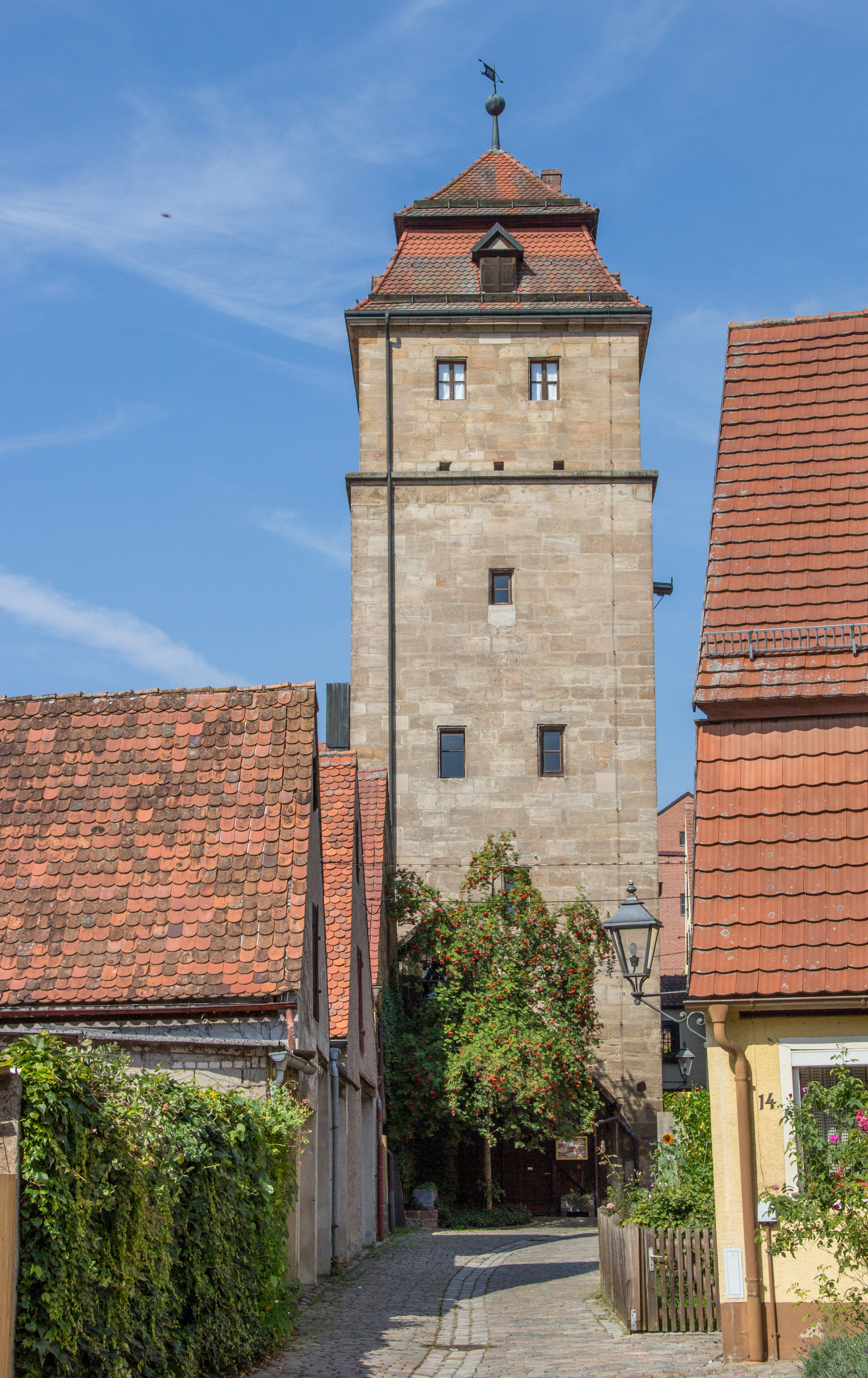
Oberer Torturm

- Der Obere Torturm stammt aus dem Jahr 1422. Er wurde unter dem Fürstbischof Johann II. von Heideck errichtet. Seit dem Jahr 1763 war er als Wohnraum nutzbar. 1821 ging er in den Besitz der Stadt Spalt über. Der Turm, der heute Handwerkerstuben beherbergt, wurde 1974 renoviert.

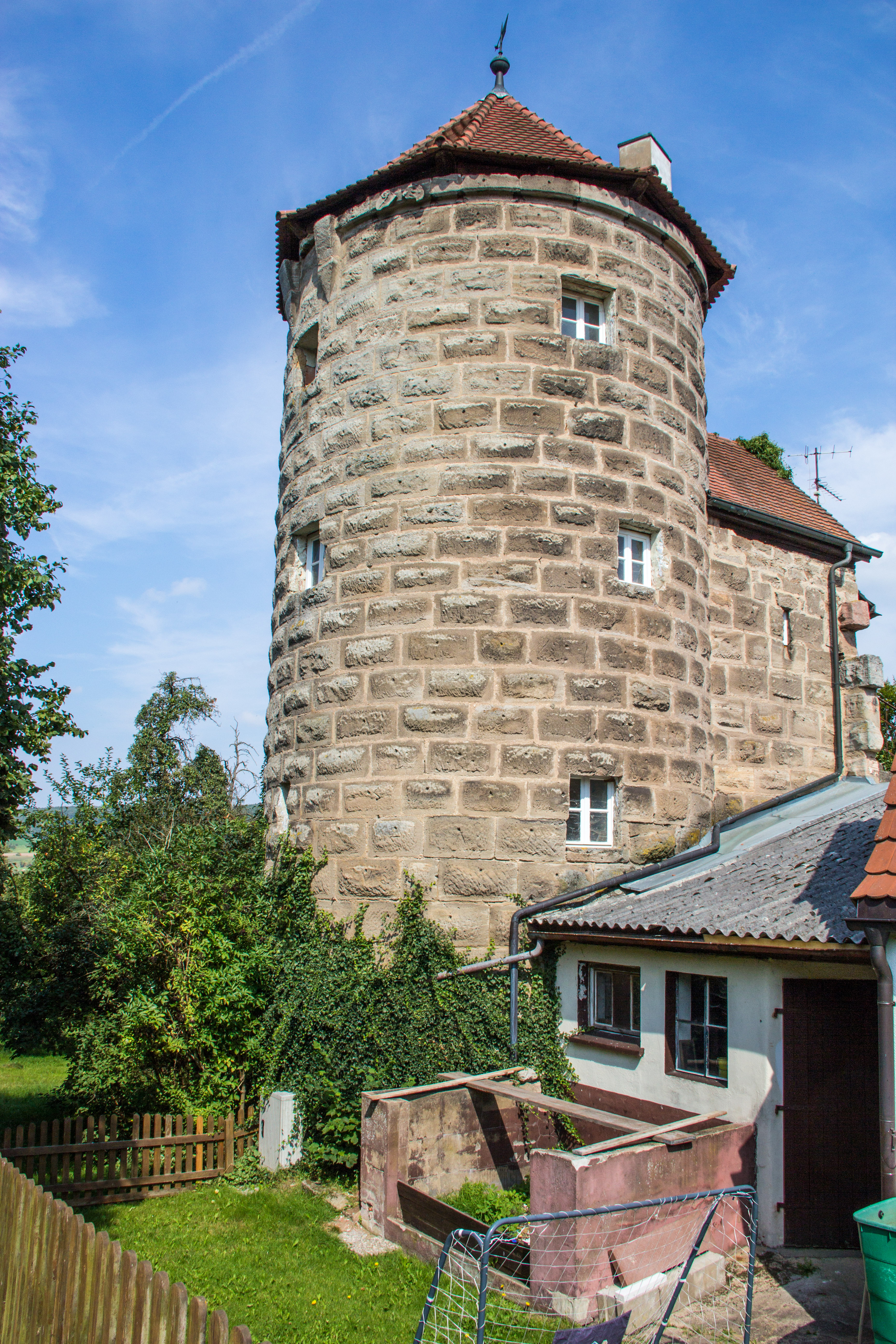
Reifenturm

- Der Reifenturm stammt aus dem Jahr 1446 und wurde unter Bischof Johann von Aich errichtet.
- Der Schäfers-Turm dürfte aus der ersten Hälfte des 14. Jahrhunderts stammen und in der Mitte des 15. Jahrhunderts fertiggestellt worden sein. Er war ein Teil der Stadtbefestigung.

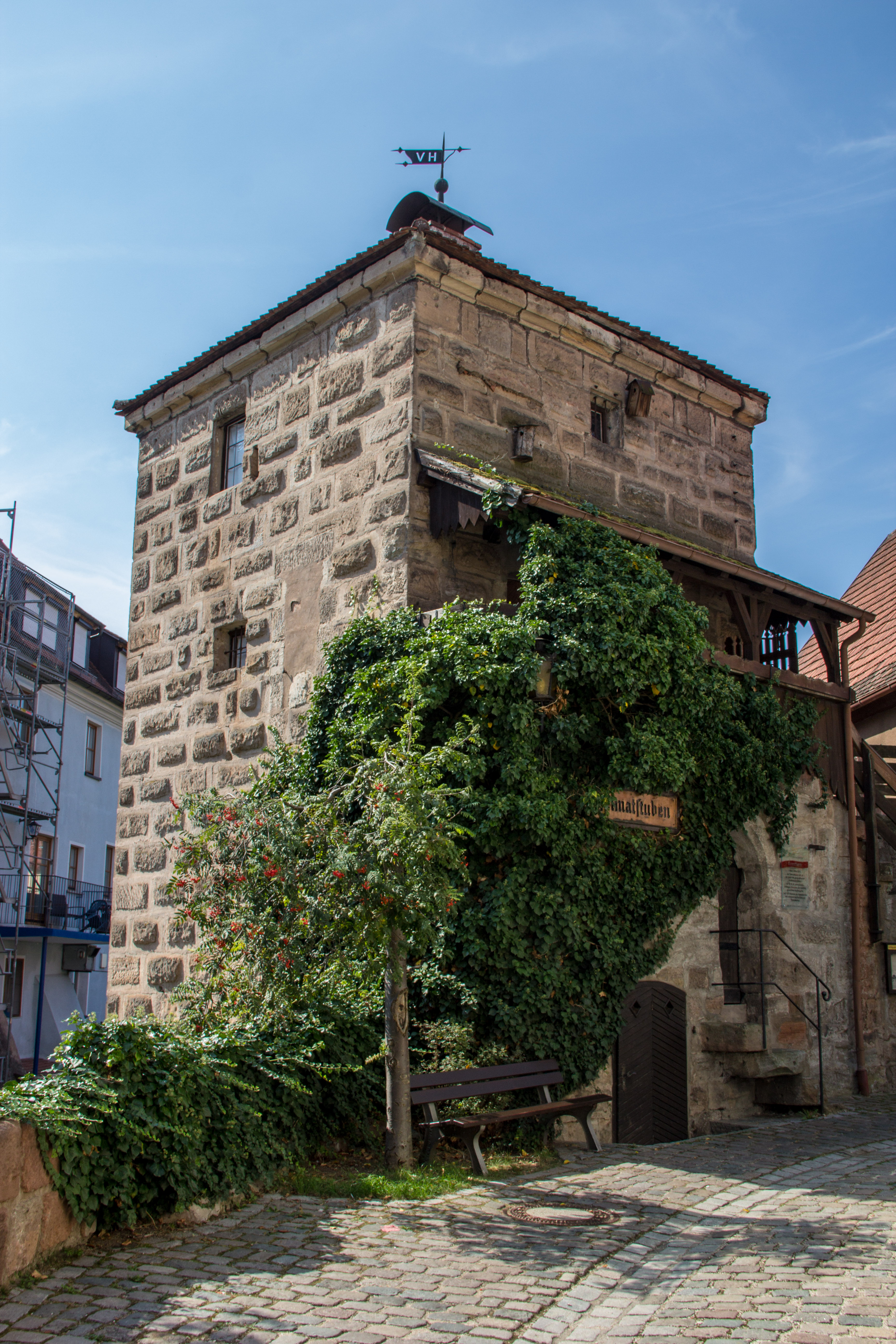
Diebsturm

- Weitere Türme in Spalt sind der Drechslerturm, in dem lange Zeit Drechsler arbeiteten, und der Diebsturm, der aus dem 14. Jahrhundert stammt und zur Stadtbefestigung gehörte. Er wurde bis ins 20. Jahrhundert als Gefängnis genutzt, ehe die letzten Insassen in die JVA Roth kamen. Der Turm wird inzwischen vom Heimatverein genutzt.
- An der Stadtmühle sind noch Wappensteine und einzelne Teile des einstigen 'Unteren Tores’ (Nürnberger Tor) zu sehen.

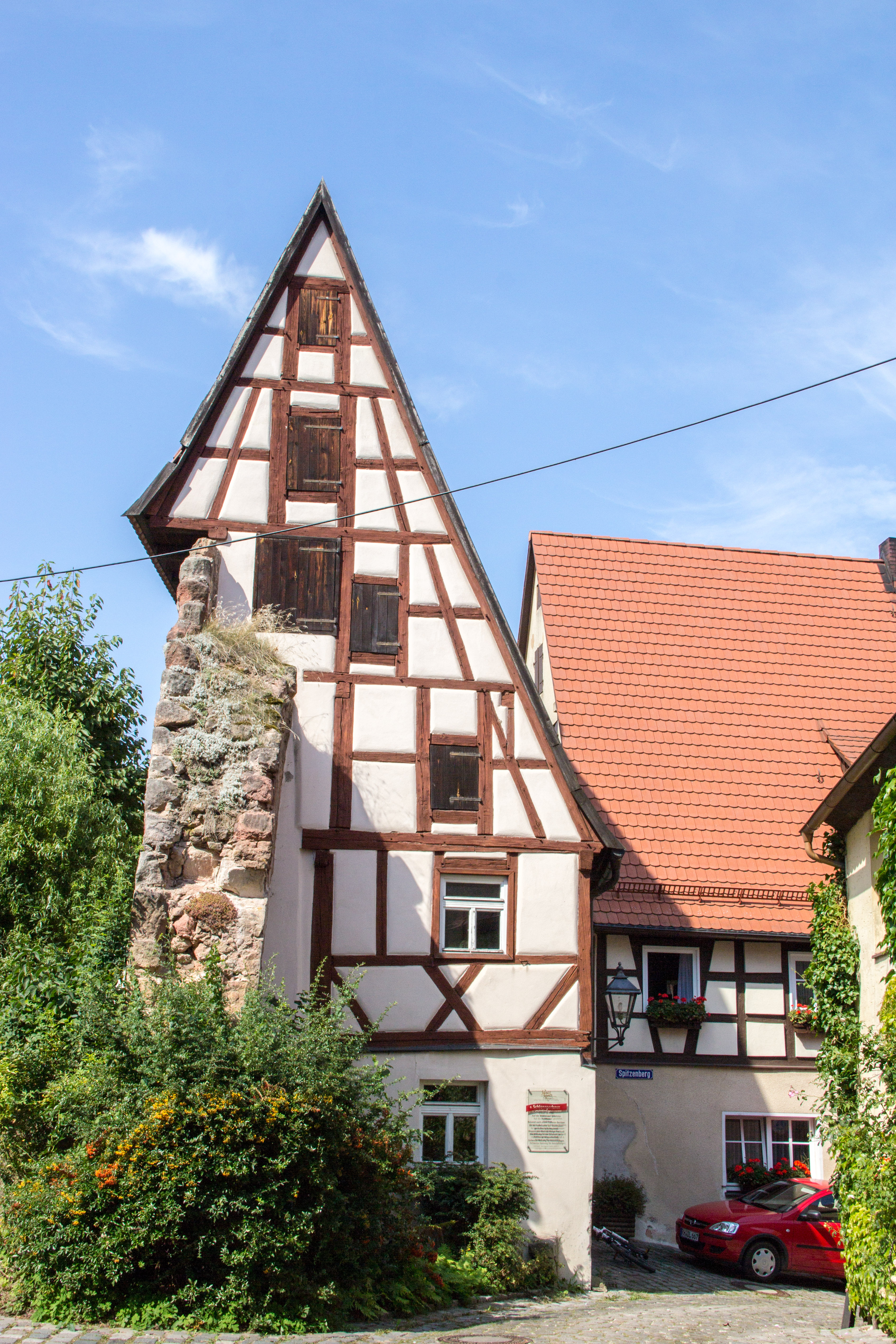
Schlenzger-Haus

- Das Schlenzger-Haus ist ein in die Stadtmauer integriertes Fachwerkhaus, das einst ein gotisches Spitzbogentor hatte. Vermutlich nutzten die Ritter der Oppurch dieses Tor als Zugang zur Stadt.
- Ebenfalls an die Stadtmauer angebaut ist das Zollhäuschen aus dem 18. Jahrhundert, das einen Fachwerkgiebel besitzt. Ein Teil der Stadtmauer samt Wehrgang ist beim Zollhäuschen erhalten geblieben.
- Auch das Kleine Fachwerkhaus ist ein auf die Stadtmauer aufgesetztes Wohnhaus. Es wurde um 1800 errichtet.
- Der Dr.-Herkules-Turm wurde nach seinem Bewohner, dem Physikus Timotheus Herkules, benannt. Herkules war ein Mitglied der Akademie in Paris. Er starb 1802 in Spalt. Der Dr.-Herkules-Turm wurde um 1350 gebaut und erhielt seinen Spitzhelm mit Satteldach im Jahr 1862.
- Das Spalatin-Haus ist das Geburtshaus von Georg Spalatin.
- Im Alten Rathaus aus dem Jahr 1524 befand sich seit 1753 eine Wohnung für den Gerichtsschreiber. 1816 ging das Bauwerk in städtischen Besitz über. Bis 1933 wurde es als Rathaus, dann als Feuerwehrhaus genutzt. Inzwischen beherbergt es das Feuerwehrmuseum.

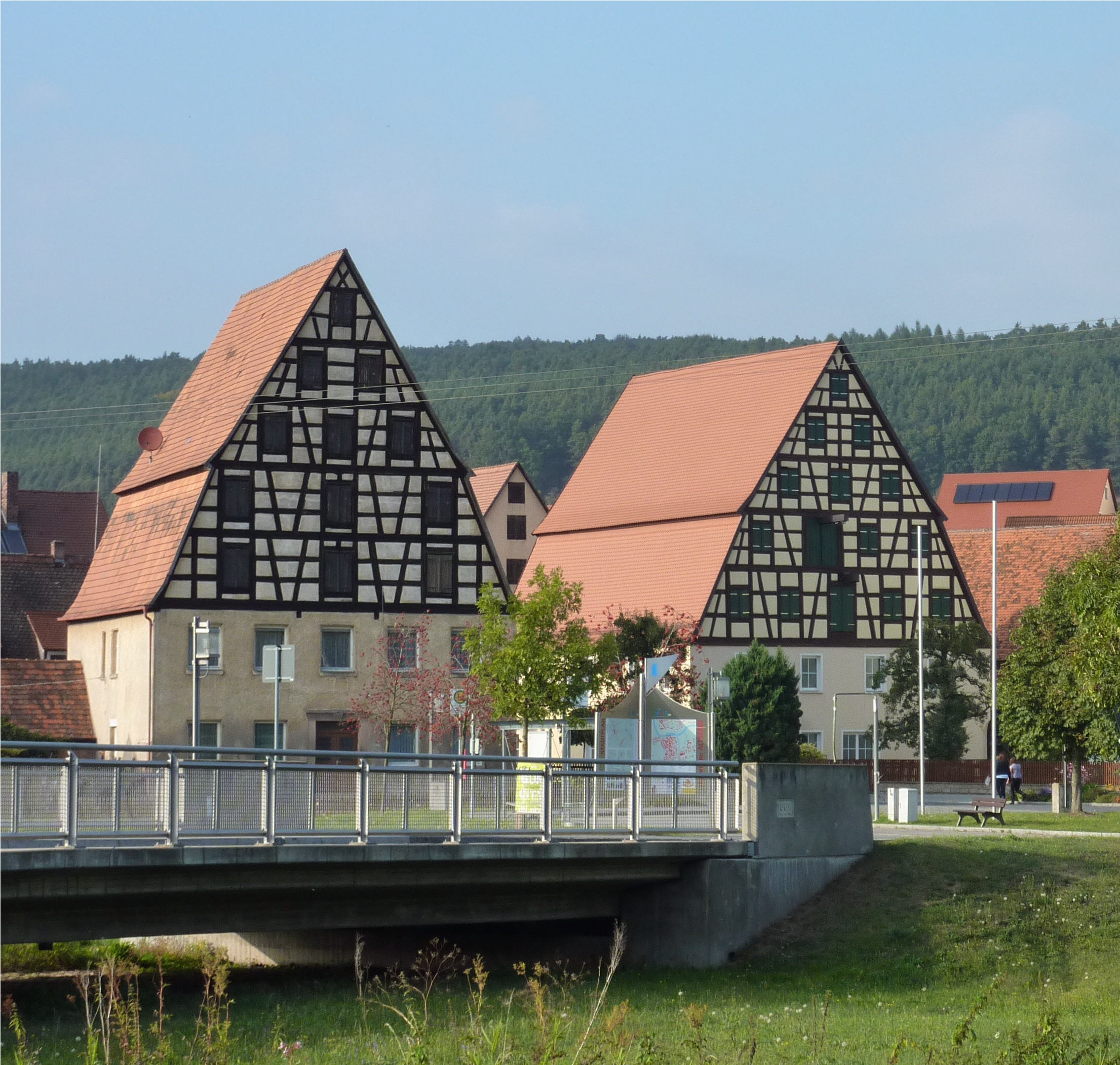
Fachwerkhäuser mit zahlreichen Dachgeschossen

- Viele Häuser in Spalt erinnern an die Tradition des Hopfenanbaus. Sie weisen fünf oder sechs Dachgeschosse auf, in denen die Ernte getrocknet und gelagert werden konnte. Besonders sehenswert ist das Hopfengut Mühlreisig aus dem Jahr 1746, das an der Staatsstraße Richtung Wassermungenau steht.
- Der Kulturbahnhof ist ein ehemaliger Bahnhof des Spalter Bockls.

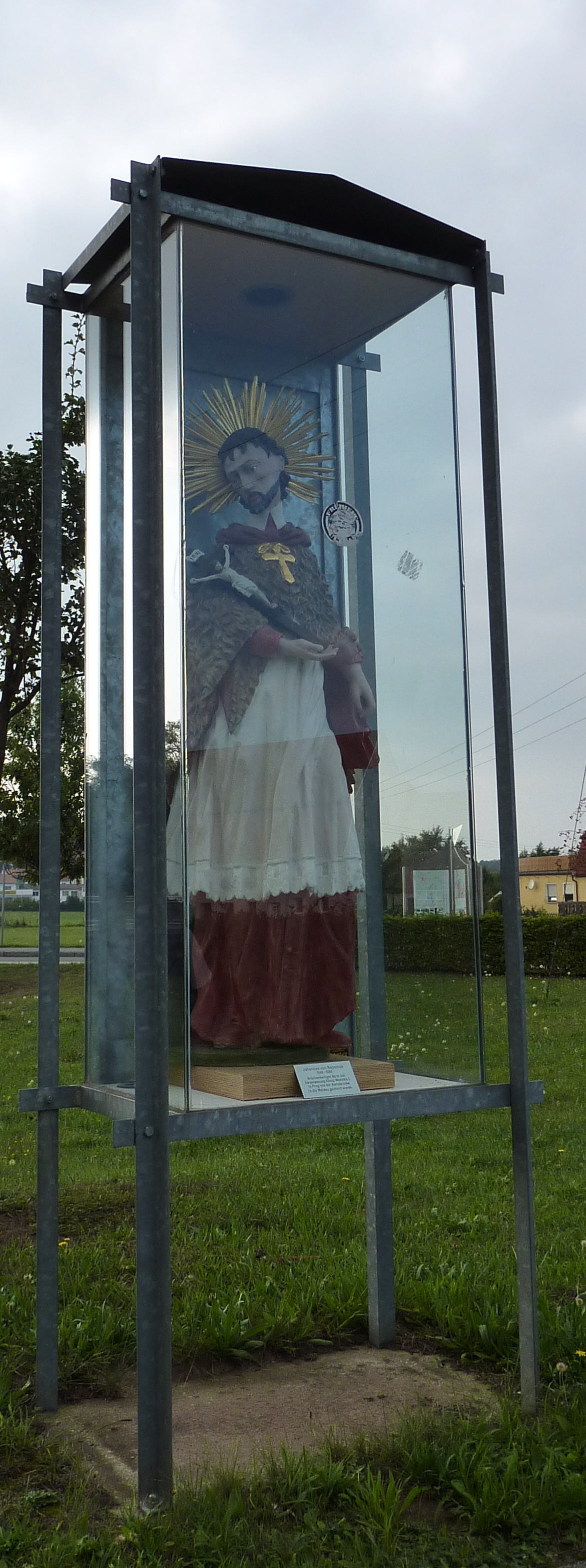
Nepomuk als Brückenheiliger

- Am Fußgänger- und Radfahrersteg über die Fränkische Rezat steht in einem Glaskasten eine Figur des heiligen Nepomuk.
- Das Harsdörfer Schlösschen in Enderndorf wird heute als Haus des Gastes verwendet.
- Burg Wernfels dient heute als Jugendherberge.

### Bodendenkmäler
- In der Nähe des Gemeindeteils Stiegelmühle sind Spuren der Ringwallanlage Bärenburg zu erkennen, bei der es sich wahrscheinlich um eine keltische Fliehburg aus dem 1. Jahrtausend vor Christus handelt. Wanderwege führen um die Anlage herum.
- Bei Theilenberg liegt die Grabungsstätte der Thylenburg, einer ehemaligen karolingisch-ottonischen Burg aus dem 9. Jahrhundert.

### Natur
Nahe Spalt bei Schnittling befinden sich die tief eingeschnittenen Täler Schnittlinger Loch und bei Massendorf die Massendorfer Schlucht.

### Planetenweg
Im Sommer 2000 wurde zwischen Georgensgmünd und Spalt ein Planetenweg im Maßstab 1:1 Mrd. eröffnet. Hier finden sich die Sonne und die sie umkreisenden acht Planeten (sowie Pluto) in ihren Entfernungen zueinander maßstabsgerecht als Modell dargestellt. Hinter dem Georgensgmünder Rathausplatz beginnt der Planetenweg mit einem Sonnenglobus. Entlang eines sieben Kilometer langen Radweges führt die Strecke durch das Rezattal nach Spalt, wo der Pluto als sonnenferner Zwergplanet am Bahnhof den Weg beendet. Eine Tafel zu jedem Planeten (und Pluto) erläutert die wichtigsten Daten.

### Sport
- TSV 1890 Spalt (Eisstock, Fußball, Tischtennis)
- Sportkegelverein Gut Holz Spalt
- Brombach Lakers e. V.
- SG 1562 Spalt e. V. (Schützengesellschaft)
- Wanderfreunde Spalt e. V.
- Rad Sport Hügelland e. V.

### Regelmäßige Veranstaltungen
Die Stadt hat eine Faschingstradition. Im Vorfeld der Fastnachtswoche finden drei Saumarktball genannte Faschingsbälle in der Spalter Stadthalle statt. Der Höhepunkt der Faschingszeit wird mit dem Unsinnigen Donnerstag eingeläutet, der in der Altstadt mit ihren Kneipen und Wirtshäusern stattfindet. Dem folgen der Faschingszug im Gemeindeteil Großweingarten am Faschingssamstag, der Rosenmontagsball und schließlich am Faschingsdienstag der Faschingszug durch Spalt. Bei diesen Ereignissen treiben die Flecklasmänner mit ihren traditionellen Kostümen in Spalt ihr Unwesen. (Der Spottruf der Kinder im örtlichen Dialekt lautet: „Fleckla, Fleckla hast am Arsch a Dreckla! Drecksau, Lumperdurl, hast Dein alten Ruuk verlurn“.)
Jeden Juli finden an drei Wochenenden im Freilichttheater im Bürgergarten die Spalter Sommernachtsspiele statt.
Jährlich Ende August wird das traditionelle Hopfenzupferfest gefeiert, der „Spalter Saumarkt“, bei dem auch eine Hopfenkönigin gekürt wird.
Alle zwei Jahre wird die europaweit bekannte Funsport Challenge Madmud veranstaltet. Hier sind zwölf Disziplinen wie Hochseilgarten, Tauchen oder Bungeerunning zu bewältigen.
Ebenfalls überregional bekannt ist der Spalter Weihnachtsmarkt, der von der Stadt als „Weihnachtsmarkt mit dem gewissen Etwas mehr“ beworben wird. Im Gegensatz zu den meisten Weihnachtsmärkten ist er nicht nur auf einen Platz beschränkt, sondern in der ganzen Altstadt verteilt. Neben Verkaufsständen werden auch Häuser, Hinterhöfe, historische Keller sowie Teile der Stadtbrauerei miteinbezogen.

## Wirtschaft und Infrastruktur

### Hopfen und Bier
Spalt ist Mittelpunkt des viertgrößten Hopfenanbaugebietes in Deutschland nach Hallertau, Elbe-Saale und Tettnang. Nachgewiesen ist der Hopfenanbau seit 1341. Im Jahr 1476 gab es bereits 43 Hopfengärten und nur noch 23 Weingärten. 1538 erhielt Spalt das weltweit erste Hopfensiegel. Großweingarten wurde 1753 ein eigenes Siegel verliehen.
Hopfen war lange Zeit die Quelle des Spalter Wohlstands und spielt bis heute eine wichtige kulturelle Rolle in der Stadt. Durch effizientere Braumethoden und den Erfolg neu entwickelter Hopfensorten mit einer höheren Konzentration der für das Bierbrauen benötigten Bitterstoffe, die in Spalt nicht angebaut werden, ist die Nachfrage nach Spalter Hopfen und die Anzahl der Hopfenbauern jedoch gesunken.
1879 wurde die 1540 gegründete Lammsbrauerei vom Magistrat der Stadt Spalt ersteigert und zur Stadtbrauerei Spalt. Die Stadtbrauerei Spalt braut das Spalter Bier aus dem Spalter Aromahopfen „Spalt Spalter“.

### Heutige Situation
Trotz der großen historischen und kulturellen Bedeutung für den Ort hat der Hopfen seine Rolle als Rückgrat der Spalter Wirtschaft seit Mitte des 20. Jahrhunderts weitgehend verloren.
Ein wichtiger wirtschaftlicher Faktor ist heute der Tourismus, der von der Lage im Fränkischen Seenland und der historischen Altstadt profitiert. Ebenfalls eine große Rolle spielen kleine und mittelständische Industriebetriebe, z. B. aus der Metallverarbeitung. In den 1990er Jahren wurde der Gewerbepark Hügelmühle angelegt, in dem sich einige Unternehmen ansiedelten.

### Verkehr
Die Staatsstraße 2223 führt nach Wassermungenau zur Bundesstraße 466 (5,5 km nordwestlich) bzw. an Georgensgmünd vorbei zur Bundesstraße 2 (10 km östlich). Die Kreisstraße RH 13 verläuft nach Enderndorf am See (3 km südlich). Die Kreisstraße RH 6 verläuft nach Schnittling (1,9 km westlich) bzw. nach Güsseldorf (2,3 km nordöstlich). Die Kreisstraße RH 39 verläuft nach Massendorf (1,9 km nördlich). Eine Gemeindeverbindungsstraße verläuft nach Großweingarten zur Kreisstraße RH 16 (1,2 km südöstlich).
Es verkehren Buslinien in das Umland, unter anderem zum Bahnhof Georgensgmünd an der Bahnstrecke Treuchtlingen–Nürnberg und in die Kreisstadt Roth. Bis September 1969 war Spalt Endpunkt der Spalter Bockl genannten Nebenbahn.
Durch Spalt verlaufen die Fernwanderwege Der Seeländer, Hopfenweg und Dr.-Fritz-Linnert-Weg sowie die Rangau-Linie des Main-Donau-Wegs und der Rund-Fernwanderweg Burgen und Schlösser.

## Söhne und Töchter der Stadt
- Georg Spalatin (1484–1545), Martin Luthers verständnisvollster Fürsprecher. Er benannte sich nach seiner Heimatstadt.
- Heinrich Gulden (1730–1793), Naturwissenschaftler, römisch-katholischer Theologe und Professor
- Joseph Konrad von Bangold (1780–1851), württembergischer General
- Joseph Conrad Pfahler (1826–1887), Reichstags- und Landtagsabgeordneter, Hochschullehrer
- Ernst Enzensperger (1877–1975), Pädagoge
- Hanns Braun (1886–1918), Leichtathlet, der bei den Olympischen Sommerspielen 1908 in London und 1912 in Stockholm erfolgreich war
- Wolfgang Spann (1921–2013), Rechtsmediziner
- Klaus Bollinger (* 1952), Bauingenieur
- Hubert Schwarz (* 1954), Extremsportler
- Carlo Rola (1958–2016), Drehbuchautor, Regisseur und Filmproduzent
- Franz Baader (* 1959), Informatiker, Professor an der Technischen Universität Dresden
- Ulrich Schielein (* 1967), CIO sowie Vize-Präsident der Goethe-Universität Frankfurt am Main